# Sal (canción)
Sal es una canción de Gustavo Cerati, perteneciente al álbum de estudio titulado Fuerza natural. Fue compuesta por Gustavo junto a Adrián Paoletti y su hijo Benito Cerati.

## Letra y significado
La canción habla de una pareja que naufraga y se dedican exclusivamente a observar la belleza que hay a su alrededor (Un compás de luz el faro dibujó en el mar/Con un beso azul la espuma se convierte en sal/Sirenas e hipocampos con su canto nos encantarán), mientras que el mensaje es que solo el amor que se tienen los salvará y que lo único y más importante que tienen es el uno al otro (Si esperamos juntos mareas altas bajarán/Y cuando seamos uno tal vez nos vengan a buscar).

## Estructura
La canción comienza con una introducción tranquila que empieza desde el silencio, subiendo progresivamente el volumen. Cuando ya es suficientemente clara, culmina con un sonido de piano. Éste acompañará a lo largo de casi toda la canción, sumada a una guitarra, un bajo y una batería). La canción contiene también efectos de playa, como oleaje y sonido de gaviotas u otros pájaros marinos. Desde 2:31 se continúa con una melodía apacible como la que acompañaba a la letra, hasta que finalmente desde 3:12 se inicia un sonido folclórico, acompañado de otra guitarra y un charango. También se toca la corta introducción. La melodía continúa hasta desvanecerse.

## Críticas
AllMusic la señaló como una de las tres mejores canciones del álbum de estudio, junto a «Amor sin rodeos» y «Rapto».

## Créditos
En el orden que aparece en el álbum:
- Fernando Samalea: Batería.
- Fernando Nalé: Bajo.
- Gustavo Cerati: Voz, guitarras acústicas, guitarras eléctricas y programación.
- Gonzalo Córdoba: Guitarras acústicas y rodhes.
- Didi Gutman: Piano, pads y órgano vox.
- Leandro Fresco: Programación adicional y ambientes.